# Supertaça Cândido de Oliveira de 2010
A Supertaça Cândido de Oliveira de 2010 foi a 32ª edição da Supertaça Cândido de Oliveira. A edição foi ganha pelo Futebol Clube do Porto por um resultado de 2 a 0 ao Benfica.

## Partida
| 7 de agosto de 2010 | FC Porto                | 2 – 0 | Benfica | Estádio Municipal de Aveiro, Aveiro |
| 20:45 UTC           | Rolando 3' · Falcao 67' |       |         | Árbitro: João Ferreira              |

| FC Porto | Benfica |

## Campeão
| Supertaça Cândido de Oliveira 2010 |
| ---------------------------------- |
| Porto 17º Título                   |